# Медичний одяг
Медичний одяг — різновид спецодягу, професійне вбрання для медиків: лікарів, медичних сестер, фельдшерів, акушерок, викладачів та студентів медичних навчальних закладів. Традиційним одягом є білий халат, але з часом з'являється все більше альтернатив. 

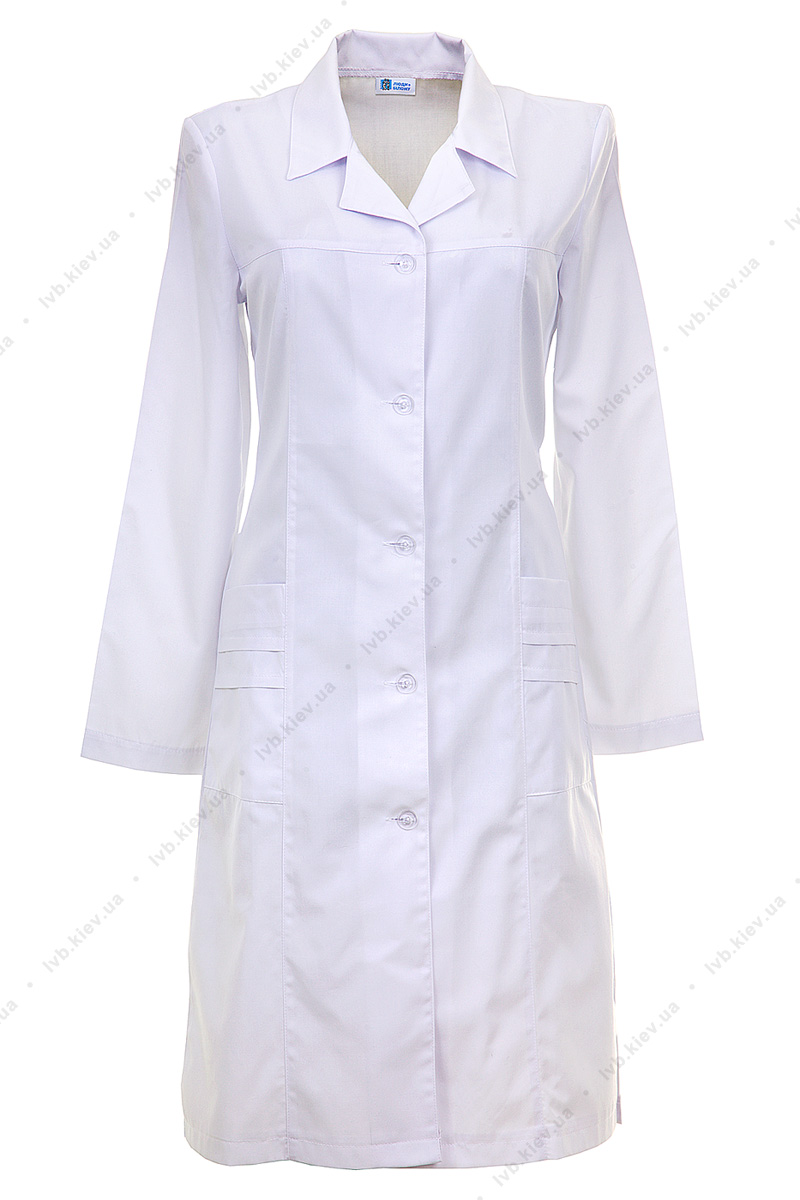
Класичний медичний халат (жіночий).

## Призначення медичного одягу
- Захист пацієнта від інфекцій та бактерій, які лікар може принести на повсякденному одязі зі зовнішнього світу.
- Захист лікаря від потрапляння препаратів та біологічних рідин на шкіру.

Додатково:
- Уникнення психо-емоційного збудження пацієнта (одяг чистий і білий)

## Види медичного одягу

### Медичний халат
Розповсюджена форма одягу для медичних працівників. Між собою халати відрізняються кольором, матеріалом та фасоном. Окремо виділяють жіночі та чоловічі.
Більшість медичних навчальних закладів та лікарень мають вимоги, яким має відповідати халат. Це халат білого кольору з довгим рукавом, довжиною до середини стегна.

### Хірургічний костюм
Надягають переважно під час проведення операції. Костюм складається з просторої блузи (вдягається через голову) та штанів (на резинці чи регульованих завязках) вільного крою. Блуза завжди без застібки та з коротким рукавом (третинний) через те, що ґудзики та манжети рукавів є місцями найбільшого скупчення мікробів, а під час обробки рук антисептиком є відповідні вимоги.
Разом з хірургічними костюмами часто носять медичні шапочки — одноразові або багаторазового використання.
Основна вимога до шапочки, повністю закривати волосяні частину голови.

### Медичний костюм
Костюм складається з штанів та куртки з застібкою. Куртка на вигляд схожа на вкорочений халат. Штани можуть бути різних моделей — широкі або завужені, на резинці або на ґудзику з блискавкою.
Також до м.костюму носять медичну шапочку, однак не має суворої вимоги, як у хірургічному костюмі, закривати усю волосяну частину голови.

## Тканини, що використовуються для пошиття
Для пошиття медичного одягу використовують спеціальні зносостійкі тканини з високими гігієнічними властивостями.

## Натуральні тканини
Тканини, що на 100 % складаються з бавовни або льону. Одяг з натуральних тканин гігроскопічний, гіпоалергенний, не електризується. Такий одяг швидко мнеться й важко прасується. При пранні за високих температур бавовняні вироби можуть дати усадку.

## Сумішеві тканини
Містять у складі у різних пропорціях бавовну та поліестер. Більш практичні та прості у догляді, ніж натуральні тканини. Поліестер у складі робить виріб більш зносостійким, а бавовна дозволяє тілу дихати.
Більшість медичного одягу виготовляють з тканини, що на 65 % складається з поліестеру і на 35 % — з бавовни. Вона не дає усадку, швидко сохне, практично не зминається.

## Синтетичні матеріали
Тканина на 100 % складається з поліестера. Такий одяг коштує дешевше, ніж вироби з натуральної або сумішевої тканини. Швидко сохне, практично не зминається. Проте, недоліком є те, що такі вироби можуть електризуватись (накопичення статичного заряду).

## Мода
Початково, зміна дизайну та забарвлення м.о. була зумовлена необхідністю побороти у маленьких пацієнтів (дітей) "страх білого халату".
Окрім того, так як не має єдиного стандарту вимог до медичного одягу, а їх визначає локально медичний заклад (зокрема в Україні), появилась мода.
Поступово медичний одяг зі спецодягу перетворюється на окремий предмет гардеробу, над яким працюють дизайнери. На ринку з'являються нові, сучасні фасони одягу, вироби оздоблюють декоративними елементами.
Популярною послугою є брендування медичного одягу — на халаті або костюмі робиться вишивка з прізвищем лікаря, назвою препарату або клініки, навчального закладу. Деякі медики прикрашають власний одяг вишитим малюнком, що символізує їхню спеціалізацію. Наприклад, у акушерів це може бути лелека, у стоматологів — зуб тощо.